# 川崎市体育館
川崎市体育館（かわさきしたいいくかん）は、神奈川県川崎市川崎区に存在した体育館。施設は川崎市が所有し、2006年（平成18年）4月1日から指定管理者制度により、（公財）川崎市スポーツ協会に運営管理を委任していた。
1956年（昭和31年）4月1日に川崎市民会館として開館し、2014年（平成26年）12月27日をもって閉館し、その後に建て替えのため解体された。

## 施設概要
- 大ホール
  - 面積：1,476㎡（41m×36m）
  - 観客席：1496席
  - バドミントン：8面
  - 卓球：30台
  - バスケットボール：2面
  - バレーボール：3面
  - ハンドボール：1面
  - テニス（屋内）：1面
  - フットサル：1面
- トレーニング室
- 補助ホール

## 利用状況
各種スポーツ教室の開催、プロレスやボクシングの興行等の用途で使われている。ただし、1995年（平成7年）にとどろきアリーナが完成すると大きなスポーツイベントはそちらを使用するようになる。1998年（平成10年）のかながわ・ゆめ国体ではバスケットボール会場として使用された。
具志堅用高（協栄ボクシングジム）が1979年（昭和54年）1月7日、世界ボクシング協会ライトフライ級世界王座の7度目の防衛戦をこの川崎市体育館で行い、リコベルト・マルカーノ（ ベネズエラ）にノックアウト勝ちして当時の日本人世界王者防衛新記録を達成した。
プロレスでは1970年代より全日本女子プロレスが後楽園ホールをも上回る頻度で使用しており、1988年（昭和63年）にクラッシュギャルズで争われたWWWA世界シングル王座戦など女子プロレス史に残る幾多もの熱戦が繰り広げられた「女子プロレスの聖地」とされていた。1990年代にはJWPやLLPW、GAEA JAPAN、アルシオンでも使われており、1997年（平成9年）12月5日のLLPWとJWPの「雪解け」とも言われる初の交流戦が開かれたのもこの川崎市体育館であった。2010年（平成22年）にはNEO女子プロレスが「NEO SPECTACLE IN 聖地川崎」と題した大型興行を打った。また、NEO解散後の2011年（平成23年）に旗揚げされたワールド女子プロレス・ディアナはビッグマッチを同体育館で催していた。
男子プロレスでは力道山時代の日本プロレスが興行を打った後、1980年代まで全日本プロレスや新日本プロレスが使用しており、中でも全日本はオープン選手権の最終戦などビッグマッチも開かれていた。1990年代に入ると、代わって大日本プロレスが使用していた。
なお、床が傷つく恐れから蛍光灯などを使用したデスマッチを組むことはできない。そのため大日本ではツインリング、デスブリッジ6人タッグなど代替のデスマッチを行い、最終的には撤退となった。

## 建て替えへ
現体育館は完成から半世紀以上が経過しており、老朽化が進んだため、周辺の川崎市教育文化会館及び富士見公園弓道場とともに解体し、これらを集約した施設を建設する計画が2011年（平成23年）に明らかになった。
2014年（平成26年）4月1日に川崎市から『2014年12月27日で閉館する』ことが正式に発表された。
2014年（平成26年）12月13日に「さよならイベント」と題してチアリーディングや吹奏楽が演奏された。
23日に最後の格闘技興行としてディアナが「川崎伝説」を開催、井上京子 vs 堀田祐美子の「ノーロープ有刺鉄線電流爆破デスマッチ」で「女子プロレスの聖地」に別れを告げた。
27日の市民卓球大会を最後に閉鎖。58年の歴史に幕を閉じた。
新施設である川崎市スポーツ・文化総合センターはPFI事業方式を採用、2014年度（平成26年度）に現施設を解体して本体工事に着手し、2017年（平成29年）10月1日にオープン。

## 交通
川崎駅・京急川崎駅から徒歩約15分。